# عرب الرماضين الشمالي
عرب الرماضين الشمالي قرية من قرى الضفة الغربية وتتبع محافظة قلقيلية، ومن القرى التي وقعت في حرب 1967.